# Túlio
Túlio Humberto Pereira Costa, detto Túlio Maravilha o solo Túlio (Goiânia, 2 giugno 1969), è un ex calciatore e politico brasiliano.

## Biografia
Nell'ottobre 2008 è stato eletto aldermanno nella capitale dello Stato di Goiás, Goiânia, per il Partito del Movimento Democratico Brasiliano, con 10.401 voti.

## Caratteristiche tecniche
(Armando Nogueira)
Ha giocato come attaccante per molte squadre di club brasiliane e ha avuto anche una carriera di breve durata in squadre europee giocando nel Sion e nell'Újpest dimostrando un'abilità realizzativa fuori dal comune che gli ha permesso di realizzare moltissime reti.

## Carriera

### Club
Iniziò la carriera nel Goiás, diventando capocannoniere del Campionato Statale giovanile 1987 con 22 gol. Fu promosso in prima squadra da Luiz Felipe Scolari; diventato professionista, fu capocannoniere del Campeonato Goiano 1991 e del Campeonato Brasileiro Série A 1989. Giocò poi nel Sion, in Svizzera, prima di approdare al Botafogo nel 1994; lì ricevette dai tifosi il soprannome di "Túlio Maravilha" quando segnò 3 gol contro l'América. Fu nuovamente capocannoniere sia del campionato statale e nazionale nel 1994 e nel 1995; passato al Corinthians, vi rimase per sei mesi. Giocò poi nel Vitória di Bahia, e tornò al Botafogo nel 1998 formando un duo d'attacco con Bebeto e vincendo il Torneio Rio-São Paulo.
Dopo l'esperienza con il Fogão giocò in diversi club, come il Fluminense e il Cruzeiro nel 1999 ed il São Caetano nel 2000; dopo aver giocato con il Santa Cruz tornò nello stato di Goiás, stavolta nel Vila Nova prima di trasferirsi nuovamente in Europa, agli ungheresi dell'Újpest. Poco tempo dopo tornò in Brasile, per giocare nella squadra della capitale, la Brasiliense. Successivamente giocò nel Tupy e nell'Atlético Goianiense, e per i boliviani del Jorge Wilstermann.

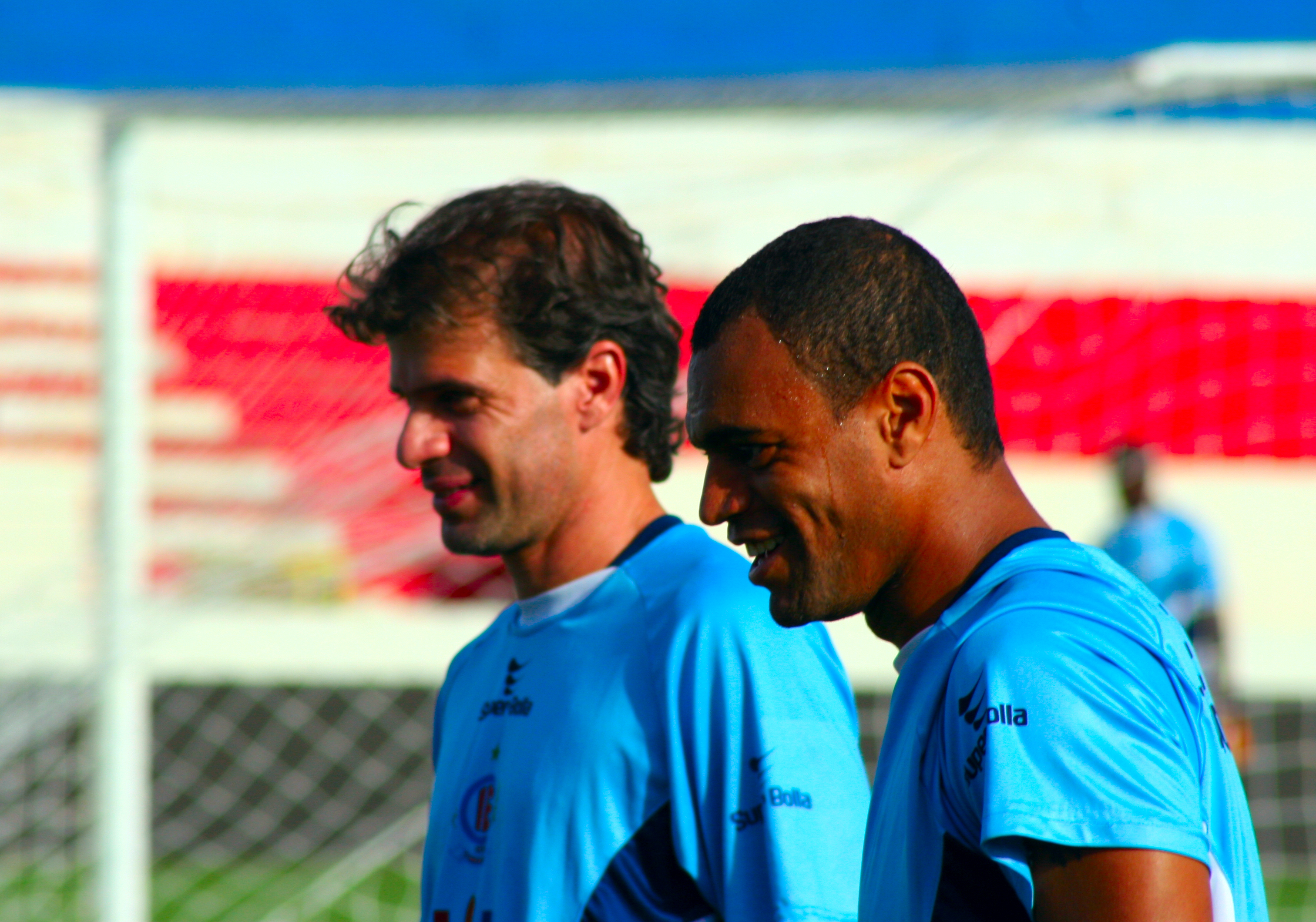
Túlio con Denílson

Tornato per la terza volta nella sua carriera in Brasile, giocò nell'Anapolina e con la Juventude. Successivamente, passò all'Al-Shabab, squadra dell'Arabia Saudita, giocandovi però per un periodo molto breve.
Negli anni successivi ha giocato nelle serie inferiori del campionato brasiliano, e secondo i suoi conteggi, nel 2014 ha raggiunto il traguardo di mille gol all'età di 44 anni. Questo numero è stato tuttavia raggiunto solo contando i gol nelle amichevoli, nelle partite commemorative e nel calcio dilettantistico.
Le statistiche ufficiali riportano 575 gol in 838 presenze.

### Nazionale
Inizia la sua esperienza con la Verde-oro nel 1990 al Torneo di Tolone: il Brasile U-20, anche grazie alle sue prestazioni, si classifica terzo, mentre il bomber si mette in mostra con 4 reti in 5 incontri.
Nella selezione maggiore del Brasile Túlio Maravilha conta complessivamente 15 presenze e 13 gol realizzati, delle quali 14 apparizioni e 10 marcature sono riconosciute come ufficiali; è stato incluso nella lista dei convocati per la Copa América 1995, durante la quale segnò un famoso gol viziato da un tocco di mano all'Argentina e sbagliò il rigore decisivo nella finale contro l'Uruguay.

## Palmarès

### Club

#### Competizioni statali
- Campeonato Goiano: 3

Goiás: 1989, 1990, 1991
- Torneo Rio-San Paolo: 1

Botafogo:1998
- Campionato Paulista Serie A2: 1

São Caetano: 2000
- Taça Guanabara: 1

Volta Redonda: 2005
- Campeonato Goiano Terceira Divisão: 1

Itauçuense: 2006

#### Competizioni nazionali
- Campionato brasiliano: 1

Botafogo: 1995
- Coppa d'Ungheria: 1

Újpest: 2001-2002
- Campeonato Brasileiro Série C: 1

Brasiliense: 2002
- Copa Aerosur: 1

Wilstermann: 2004

#### Competizioni internazionali
- Recopa Sudamericana: 1

Cruzeiro: 1998

### Individuale
- Bola de Prata: 2

1989, 1995
- Capocannoniere del Campeonato Brasileiro Série A: 3

1989 (11 gol), 1994 (19 gol), 1995 (23 gol)
- Capocannoniere del Campeonato Brasileiro Série B: 1

2008 (24 gol)
- Capocannoniere del Campeonato Brasileiro Série C: 2

2002 (11 gol), 2007 (27 gol)
- Capocannoniere del Campeonato Carioca: 3

1994 (14 gol), 1995 (27 gol), 2005 (12 gol)
- Capocannoniere del Campeonato Goiano: 3

1991 (18 gol), 2001 (16 gol), 2008 (14 gol)
- Capocannoniere del Campionato Goiano di terza divisione: 1

2006 (7 gol)
- Capocannoniere del Campionato Paulista Serie A2: 1

2000 (18 gol)
- Capocannoniere del Campionato Brasiliense di seconda divisione: 1

2009 (7 gol)